# الیشا گری (بازیکن بسکتبال)
الیشا گری (انگلیسی: Allisha Gray؛ زادهٔ ۱۲ ژانویهٔ ۱۹۹۵) بازیکن بسکتبال اهل ایالات متحده آمریکا است.
وی در مسابقات کشوری و بین‌المللی در مجموع برندهٔ ۱ مدال طلا شده‌است.